# بيل فيربيرن
بيل فيربيرن هو لاعب هوكي جليد كندي، ولد في 7 يناير 1947 في براندون في كندا.

## وصلات خارجية
- بيل فيربيرن على موقع دوري الهوكي الوطني (الإنجليزية)
- بيل فيربيرن على موقع قاعة مشاهير الهوكي (لاعب أن.إتش.أل) (الإنجليزية)
- بيل فيربيرن على موقع EliteProspects.com (الإنجليزية)
- بيل فيربيرن على موقع HockeyDB.com (الإنجليزية)
- بيل فيربيرن على موقع Hockey-Reference.com (الإنجليزية)
- بيل فيربيرن على موقع قاعة مانيتوبا للمشاهير الرياضية (الإنجليزية)